# Diecezja Fall River
Diecezja Fall River (łac. Dioecesis Riverormensis, ang. Diocese of Fall River) – rzymskokatolicka diecezja ze stolicą w Fall River, w stanie Massachusetts, region Nowa Anglia, Stany Zjednoczone.
Terytorialnie obejmuje hrabstwa Bristol, Barnstable, Dukes, and Nantucket i 3 miasta Mattapoisett, Marion and Wareham w Plymouth. stanu Massachusetts.

## Historia
Diecezji została kanonicznie ustanowiona przez papieża Piusa X 12 marca 1904, wyodrębniona z terytorium z Diecezji Providence w stanie Rhode Island.

### Poprzedni ordynariusze
- Biskup William Stang (1904–1907)
- Biskup Daniel F. Feehan (1907–1934)
- Biskup James E. Cassidy (1934–1951)
- Biskup James L. Connolly (1951–1970)
- Biskup Daniel Cronin (1970–1991)
- Biskup Seán O’Malley OFMCap. (1992–2002)
- Biskup George William Coleman (2003–2014)
- Biskup Edgar da Cunha SDV (od 2014)

## Parafie polonijne
- Parafia św. Stanisława Biskupa i Męczennika w Fall River
- Parafia Matki Bożej Nieustającej Pomocy w New Bedford
- Parafia Matki Bożej Królowej Różańca Świętego w Taunton

## Szkoły

### Uczelnie
Stonhill College

### Szkoły średnie
- Biskup Connolly High School w Fall River,
- Biskup Stang High School w Dartmouth,
- Biskup Feehan High School w Attleboro,
- Coyle i Cassidy High School w Taunton,
- Pope John Paul II High School w Hyannis.

Oraz 25 szkół podstawowych i 1 przedszkole.